# ダディ竹千代
ダディ 竹千代（だでぃ たけちよ、1953年〈昭和28年〉5月25日 - 2024年〈令和6年〉5月9日）は、日本のロック・ミュージシャン、音楽プロデューサー。1980年代のコミックバンドであるダディ竹千代&東京おとぼけCATSのメインボーカリスト兼リーダーであった人物で、作詞/作曲の名義は本名の加治木剛を用いる。

## カルメン・マキ & OZ
鹿児島県加世田市出身。幼少期に神奈川県横浜市に転居。高校卒業後、ライブ活動を行いながら、カルメン・マキ＆OZのスタッフとなる。ギタリストの春日博文が高校の同級生であり、その縁でカルメン・マキ＆OZの楽曲の作詞を担当した。一部は作曲もし、マネージャーであった。

## ダディ竹千代&東京おとぼけCATS
1976年にダディ竹千代&東京おとぼけCATSを結成し、1978年にビクターからシングル「電気クラゲ」でデビュー。1980年に1stアルバム『First』、翌1981年2ndアルバム『イデオット・プロット』をリリースし、同年解散。その後1980年代半ばと1990年代初頭に一時再結成し、2度目の再結成時にはスタジオアルバム『伊賀の影丸』を発表。その他、現在までに未発表曲集1枚やライブアルバム2枚がリリースされている。
東京おとぼけCATSは、著名アーティストの完全パロディコピーや挑発的な歌詞、エレキベース担当のなかよし三郎がチョッパー奏法（スラップ奏法）をあらゆる素材で奏でる「大根チョッパー」「豆腐チョッパー」など、過激なパフォーマンスで知られたが、メンバーのテクニックは確かであり、他にもそうる透や後に竜童組に参加する川崎真弘（当時ラッキー川崎）らが在籍。ファンクバンドとしても実力派であった。
しかし、その過激且つ破天荒さが災いし、出入禁止となったライブハウスが続出。活動ベースとしては渋谷時代の屋根裏での定例ライブがあり、日本青年館でもコンサートを行った。ちなみに、屋根裏ライブの後は、センター街の「酔い処」で打ち上げる事が定例であった。変わったところでは東京タワーの特別展望台で年越ライブを行なったこともある。当時のキャッチは「あの日本武道館は当時は武道のみに使用されていた。しかし、あのThe Beatlesがコンサート会場に使ってからコンサート会場にもなっている。この東京タワーもかつては展望と電波塔のみに使われていた。しかし、東京おとぼけキャッツがコンサートに使用してからは、コンサート会場にもなる」とぶち上げたが、Club333ができるまではライブが行われた事はなく、特別展望台のフロアを素で使用してコンサートが行われた事はまだない。

## 交友関係
80年代当時の日本の音楽界では交遊関係が広く、自らを日本ロック界のドン、もしくはロック界の笹川良一と名乗ったこともある。この件に関して本人は「本家との違いは金があるか？ないか？の違い」と語り、笑いを取っていた。特に山下達郎や竹内まりやとの関係は深く、おとぼけCATSの3rdシングル「偽りのDJ」は山下の作曲であり、1stアルバムには竹内が参加している。また、山下、竹内に加え、世良公則、桑田佳祐と共に「竹野屋セントラルヒーティング」というバンドをラジオ内で結成したこともある。

## ラジオDJ
1980年4月、深夜放送『オールナイトニッポン』のレギュラーとして水曜2部に登場。7月からは木曜1部に昇格。その内容は、田舎自慢を競い合う｢日本のチベットを求めて｣や「あれはどうなってるんだ？コーナー」などのリスナー参加企画や、当時ブームだった芳賀書店のビニ本プレゼントなど、ライブでの過激パフォーマンス同様、放送コードに抵触するか？というものであった。また、当時親交のあったARBとアナーキーをゲストに招いた際、彼らとスタジオで大騒ぎをしてディレクターから始末書を書かされ、そのことが原因で番組は年内で打ち切りとなったという。その後の同時間帯を引き継いだのは、当時漫才ブームの最中人気絶頂であったツービートのビートたけし（北野武）であった（詳細は「ダディ竹千代のオールナイトニッポン」の項目も参照。）。
また、上記以前にもラジオ大阪『JAM JAM 11』に水曜日パーソナリティとして出演していた（1978年10月 - 1980年4月　1979年3月までは桂文珍と、1979年4月以降は竹内まりやと共演）。

## その後の活動
1981年の東京おとぼけCATS解散後は、プロデュースなど裏方をメインとしつつそのかたわらでソロ活動やおとぼけCATS再結成などを行う。1987年に自身初のソロアルバム「チェースト」を発表。また、テレビ番組『ピッカピカ音楽館』の音楽プロデュースを岡井大二とともに担当し、一部の楽曲では歌唱もしている。1993年には中村吉右衛門が出演したハウス食品のカレーのCMソングに使用されていた。
おとぼけCATSの3度目の解散後は一時第一線を退き、芸能事務所経営やアーティストプロデュースなど裏方に回っていた。しかし、2007年に新橋ZZというライブハウスのプロデュースをきっかけに音楽活動を再開、その身を削るような生活をもいとわず日夜ロックの伝道師として活動していた。新橋ZZは2018年4月30日限りで閉店し、その後、2018年5月より二子玉川にGEMINI Theaterを開いている。
2024年4月16日、自伝的エッセイ小説『突然の青春』まえ・うしろ（全2巻）をAmazonにてリリース。執筆、作詞、作曲、プロデュース、ライブハウス経営など多岐に渡り、音楽界に貢献した。自伝エッセイには山下達郎、竹内まりや、Cherなど、交遊録も綴られている。
2024年5月9日に慢性心不全急性増悪のため東京都内の自宅で死去。70歳没。交友のあった山下達郎は死去後の5月26日放送の『山下達郎のサンデー・ソングブック』の終わりに追悼で作曲したダディ竹千代&東京おとぼけCATSの「偽りのDJ」をオンエアーする。
2024年6月2日、自伝エッセイ小説の最終原稿をまとめた、『突然の青春』ななめがリリースされる。電子版『突然の青春』の未収録原稿も掲載されている。巻末には、ゆかりの深い人物から提供された秘蔵写真、「年表・加治木剛のあゆみ」を収録。2024年7月15日「ダディ竹千代を送る会」7月16日、17日「ダディ竹千代を偲ぶ会」がGEMINI Theaterにて開催された。竹千代亡き後のGEMINI Theaterは2025年4月より川崎市のPA音響技術会社「有限会社オアシス」が経営を引き継いでいる。

## 共著
- 難波弘之、井上貴子 編『証言! 日本のロック70’s ニューロック/ハードロック/プログレッシヴロック編』アルテスパブリッシング、2009年4月8日。ISBN 978-4903951157。 NCID BA9016517X。[7]

- 難波弘之、井上貴子 編『証言! 日本のロック70’s Vol.2 パンク・ロック編』アルテスパブリッシング、2009年12月17日。ISBN 978-4903951256。 NCID BA9016517X。